# Entremont-le-Vieux
Entremont-le-Vieux is een gemeente in het Franse departement Savoie (regio Auvergne-Rhône-Alpes). De plaats maakt deel uit van het arrondissement Chambéry. Entremont-le-Vieux telde op 1 januari 2022 646 inwoners.

## Geografie
De oppervlakte van Entremont-le-Vieux bedroeg op 1 januari 2022 33,01 vierkante kilometer; de bevolkingsdichtheid was toen 19,6 inwoners per km².

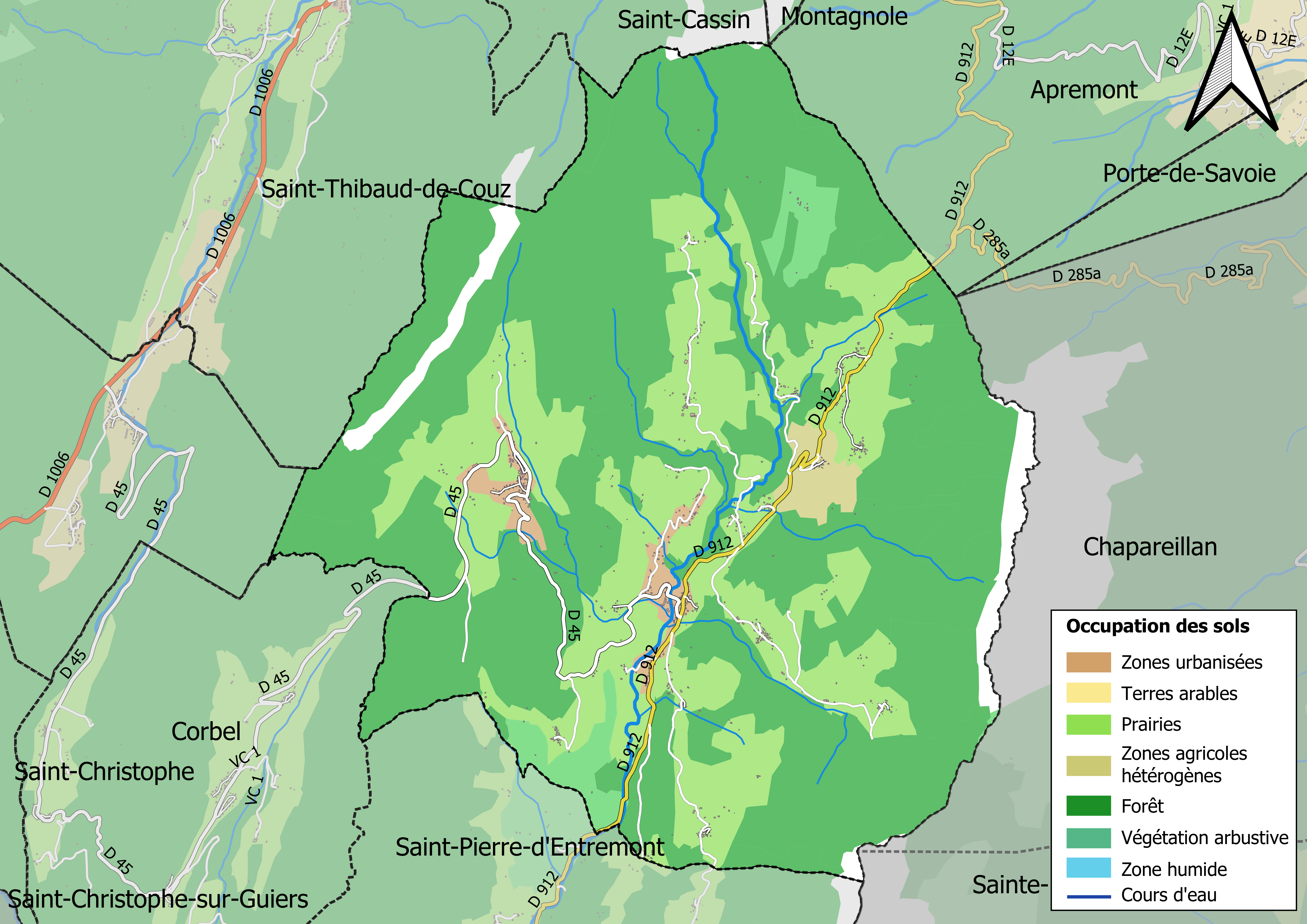
Kaart van de gemeente met de belangrijkste infrastructuur, bodemgebruik en omliggende gemeenten

## Demografie
Onderstaande figuur toont het verloop van het inwonertal (bron: INSEE-tellingen).